# Wassil Mschawanadse
Wassili Pawlowitsch Mschawanadse (georgisch ვასილ მჟავანაძე, Vasil Mžavanaǳe; russisch Василий Павлович Мжаванадзе; * 7. Septemberjul. / 20. September 1902greg. in Kutaissi; † 5. September 1988) war ein sowjetisch-georgischer Politiker. Er war von 1953 bis 1972 Erster Sekretär des ZK der KPdSU in der Georgischen SSR und von 1957 bis 1972 Kandidat des Präsidiums bzw. Politbüros des ZK der KPdSU. Er wurde während der 1960er Jahre zur Symbolfigur für Korruption in Georgien.

## Leben
Während des Zweiten Weltkriegs diente er als Politoffizier in der Roten Armee. Nach dem Krieg wurde er stellvertretender Kommandeur für politische Fragen des Militärbezirks Kiew in der Ukraine. Sein unmittelbarer Vorgesetzter war der damalige ukrainische KP-Chef und spätere sowjetische Parteivorsitzende Nikita Chruschtschow.
Am 20. September 1953 wurde er Erster Sekretär des Zentralkomitees (ZK) der georgischen KP. Hintergrund der Beförderung war ein Machtkampf zwischen Nikita Chruschtschow und Georgi Malenkow um die Nachfolge Stalins im Amt des Generalsekretärs des ZK der KPdSU. Chruschtschow suchte seine Machtbasis in der Partei zu verbreitern, indem er seinen Gefolgsmann zum politischen Führer in Georgien ernannte. Am 29. Juni 1957 wurde Mschawanadse Kandidat des Präsidiums des ZK der KPdSU (ab 1966 Politbüro des ZK).
Beim Massaker von Tiflis 1956 ließ Mschawanadse Proteste von Studenten und Schülern in der Tiflisser Innenstadt durch die sowjetische Armee niederschlagen. Die georgische Wirtschaft wuchs und gedieh in seiner Amtszeit, damit einher ging allerdings auch eine zunehmende Korruption auf allen Ebenen, wodurch Mschawanadse selbst zum Symbol für eine korrupte und ineffiziente Regierungsführung wurde. Man warf ihm vor, öffentliche Ämter zu versteigern, staatliche Mittel in die eigene Tasche zu stecken und illegale Fabriken zur eigenen Bereicherung zu leiten. Seine Frau Tamara hieß im Volksmund nach einer mittelalterlichen Herrscherin „Königin Tamara“ und war für ihren kostspieligen Schmuck und Antiquitätenbesitz bekannt. Die Korruption in Georgien wurde für die KP-Führung in Moskau derart peinlich, dass sie beschloss, ein Exempel zu statuieren. Mitte 1972 wurde Mschawanadse öffentlich der Korruption angeklagt und auch in den staatlich kontrollierten Medien scharf kritisiert. Am 28. September 1972 trat er vom Amt des Ersten Sekretärs zurück und wurde vom damaligen Innenminister Eduard Schewardnadse ersetzt, am 18. Dezember 1972 verlor er auch seinen Kandidaten-Status im Politbüro des ZK der KPdSU.
Es wurde damals vermutet, dass Schewardnadse eine der treibenden Kräfte bei der Ablösung seines Vorgesetzten gewesen sei. Belege gibt es dafür jedoch bis heute nicht.

## Schriften
- Otchet Central'nogo komiteta KP Gruzii XVIII s' ezdu. Izd-vo TSK KP Gruzii, Tiflis 1958, OCLC 50013911.
- Речь на внеочередном XXI съезде КПСС, 29 янв. 1959 года. Госполитиздат (Gospolitizdat), Moskau 1959, OCLC 83087894.
- Октябрь и Грузия. Сабчота Сакартвело (Sabchota Sakartvelo), Tiflis, 1967, OCLC 40809293.
- Речь на XXII съезде КПСС, 19 октября 1961 года. Гос. изд-во полит. лит-ры, Moskva (Gos. izd-vo polit. lit-ry), Moskau 1961, OCLC 54270273.

| Personendaten    | Personendaten |
| ---------------- | --- |
| NAME             | Mschawanadse, Wassil |
| ALTERNATIVNAMEN  | Mschawanadse, Wassili Pawlowitsch (vollständiger Name); ვასილ მჟავანაძე (georgisch); Мжаванадзе, Василий Павлович (russisch) |
| KURZBESCHREIBUNG | georgischer Politiker |
| GEBURTSDATUM     | 20. September 1902 |
| GEBURTSORT       | Kutaissi, Russisches Kaiserreich                                                                                             |
| STERBEDATUM      | 5. September 1988 |
| STERBEORT        | Georgische SSR, Sowjetunion                                                                                                  |